# Marian Głowacki (porucznik)
Marian Głowacki ps. „Spokojny”(ur. 5 października 1913 we Lwowie) – żołnierz Wojska Polskiego, porucznik Armii Krajowej i Polskich Sił Zbrojnych, kawaler Krzyża Srebrnego Orderu Virtuti Militari.

## Życiorys
Był synem  Stanisława (pracownika pocztowego). Absolwent gimnazjum (1935) i student prawa na Uniwersytecie Lwowskim (1938–1939). Ukończył dywizyjny kurs podchorążych rezerwy w stopniu starszego sierżanta podchorążego. W sierpniu 1939 został przydzielony do III batalionu 26 pułku piechoty. Podczas kampanii wrześniowej brał udział w obronie Warszawy, po której dostał się do niewoli niemieckiej.
Podczas okupacji należał do Tajnej Armii Polskiej. Walczył podczas powstania warszawskiego na terenach Woli i Starego Miasta w szeregach I kompanii batalionu „Wigry” i I kompanii wypadowej batalionu „Gozdawa”, gdzie dowodził plutonem. 1 października 1944 został awansowany do stopnia porucznika.
Po upadku powstania jeniec do 25 kwietnia 1945 w oflagu Murnau VII. Od lipca 1945 w szeregach Polskich Sił Zbrojnych, gdzie został przydzielony do 5 Kresowej Dywizji Piechoty.
Po zwolnieniu z wojska zamieszkał w Anglii, ukończył Wyższą Szkołę Handlu i Administracji w Londynie. Tam też pracował w różnych firmach jako księgowy.
Był kawalerem.

## Ordery i odznaczenia
- Krzyż Srebrny Orderu Virtuti Militari nr 13616[1]
- Krzyż Walecznych[1]